# Lahraouyine
Lahraouyine (en arabe : الهراويين) est une commune urbaine du Maroc située dans la région de Casablanca-Settat. Elle est située dans la banlieue sud-est de Casablanca.
En 2004, la commune comptait 52 862 habitants vivant dans 10 806 habitats.